# دلمار (آیووا)
دلمار (به انگلیسی: Delmar) شهری در ایالت آیووا کشور ایالات متحده آمریکا است که جمعیت آن در سرشماری سال ۲۰۱۰ میلادی، ۵۲۵ نفر بوده‌است.